# Ministro de la Corte Suprema de Chile
Los ministros de la Corte Suprema de Justicia de Chile son los jueces o magistrados, miembros de la Corte Suprema de dicho país, que no tienen por función presidirla. 
El número total de ministros de la Corte Suprema, desde 1997, asciende a 21, y estos gozan de precedencia los unos respecto de los otros por el orden de su antigüedad.

## Requisitos

### Bajo la vigencia de la Constitución política de 1823
De acuerdo a la Constitución Política de 1823, los ministros de la Corte Suprema, al igual que su presidente, debían cumplir con las calidades para ser Ministro de Estado —ciudadanía, treinta años de edad, probidad y notoria suficiencia—, además de la profesión y el ejercicio de abogado por diez años.

### Bajo la vigencia de la Constitución de 1828
La Constitución Política de 1828 dispuso que para ser ministro de la Corte Suprema se requería ciudadanía natural o legal, treinta años a lo menos de edad, y haber ejercido por seis años la profesión de abogado.

### Bajo la vigencia de la Constitución de 1833
De conformidad a la Constitución Política de 1833, una ley —de organización de tribunales y administración de justicia—, determinaría las calidades que respectivamente deban tener los jueces, y los años que debían haber ejercido la profesión de abogado los que fueron nombrados magistrados de los Tribunales superiores o jueces letrados.
El referido cuerpo lega, la Ley de Organización y Atribuciones de los Tribunales, fue dictado en 1875, la cual disponía que para ser miembro de la Corte Suprema se requería:
- Ciudadanía legal o natural;
- Tener treinta años de edad;
- Tener el título de abogado, y
- Haber ejercido por ocho años la profesión de abogado, o bien seis años en el cargo de juez de letras o dos años en el de miembro de una Corte de Apelaciones.

Por una ley de 19 de enero de 1889, se modificaron los requisitos en cuanto a la edad y a los servicios prestados, exigiéndose a partir de ese año:
- Ciudadanía legal o natural;
- Tener treinta y seis años de edad;
- Tener el título de abogado, y
- Haber ejercido por quince años la profesión de abogado, o servido por ocho un juzgado de departamento, o por seis uno de capital de provincia, o por cuatro uno donde tuviera asiento una Corte de Apelaciones, o por dos el cargo de miembro de una de esas Cortes.

### Bajo la vigencia de la Constitución de 1925
La Constitución Política de 1925 mantuvo la norma de la carta fundamental anterior, en orden a que una ley determinaría las calidades que respectivamente debían tener los jueces, y el número de años que debían haber ejercido la profesión de abogado las personas que fueren nombradas Ministros de Cortes o Jueces Letrados.
El Código Orgánico de Tribunales de 1943, el cual reemplazó a la Ley de Organización y Atribuciones de los Tribunales, dispuso que para ser miembro de la Corte Suprema se requería:
- Ciudadanía legal o natural;
- Tener treinta y seis años de edad;
- Tener el título de abogado, y
- Haber ejercido por quince años la profesión de abogado, o servido por ocho un juzgado de departamento, o por seis uno de capital de provincia, o por cuatro uno donde tuviera asiento una Corte de Apelaciones, o por dos el cargo de miembro de una de esas Cortes.

### Bajo la vigencia de la Constitución de 1980
La Constitución Política de 1980 estableció que una ley orgánica constitucional, determinará la organización y atribuciones de los tribunales que fueren necesarios para la pronta y cumplida administración de justicia en todo el territorio de la República, y que la misma ley señalará las calidades que respectivamente deban tener los jueces y el número de años que deban haber ejercido la profesión de abogado las personas que fueren nombradas ministros de Corte o jueces letrados.
La Ley 19390, de 1995, modificó el Código Orgánico de Tribunales, estableciendo que para ser ministro de la Corte Suprema se requiere:
- Ser chileno;
- Tener el título de abogado;
- Tratándose de miembros del Escalafón Primario, cumplir con los requisitos que establece el artículo 283 del Código Orgánico de Tribunales, esto es, el envío por la Corte Suprema al Presidente de la República de una lista de cinco personas (quina), en la que deberá figurar el ministro más antiguo de Corte de Apelaciones que esté en lista de méritos.
- Tratándose de abogados ajenos al Poder Judicial, haber ejercido por a lo menos quince años la profesión de abogado. En caso de tratarse de abogados que se hubieren retirado del Poder Judicial, deben haberlo hecho voluntariamente y con calificaciones para ser considerado en lista de méritos.

Tras una reforma constitucional de 1997, la Constitución de 1980 establece cinco de los miembros de la Corte Suprema deben ser abogados extraños a la administración de justicia, tener a lo menos quince años de título, haberse destacado en la actividad profesional o universitaria y cumplir los demás requisitos que señale la ley orgánica constitucional respectiva.

## Miembros actuales
La Corte Suprema se encuentra integrada por 21 integrantes titulares, quienes desempeñan dicha labor. Estos duran en sus cargos "durante su buen comportamiento" -como reza el artículo 80 de la Constitución chilena- o hasta cumplir los 75 años de edad. Al 16 de octubre del 2024 había tres cargos vacantes en la Corte por las jubilaciones del ministro Guillermo Silva y la destitución de los ministros Angela Vivanco y Sergio Muñoz. 
| Orden      | Nombre                        | Nombrado por               | Ingreso                 | Jubilación              | Universidad                                            |
| ---------- | ----------------------------- | -------------------------- | ----------------------- | ----------------------- | ------------------------------------------------------ |
| Presidente | Ricardo Blanco Herrera        | Sebastián Piñera Echenique | 6 de junio de 2013      | 13 de mayo de 2029      | U. de Chile                                            |
| Ministra   | Gloria Ana Chevesich Ruiz     | Sebastián Piñera Echenique | 2 de agosto de 2013     | 4 de noviembre de 2033  | U. de Chile                                            |
| Ministra   | Andrea Muñoz Sánchez          | Sebastián Piñera Echenique | 13 de marzo de 2014     | 14 de julio de 2032     | U. de Chile                                            |
| Ministro   | Manuel Valderrama Rebolledo   | Michelle Bachelet Jeria    | 26 de agosto de 2015    | 25 de febrero de 2031   | U. de Chile                                            |
| Ministro   | Arturo Prado Puga             | Michelle Bachelet Jeria    | 17 de julio de 2017     | 13 de octubre de 2030   | U. de Chile                                            |
| Ministro   | Mauricio Silva Cancino        | Sebastián Piñera Echenique | 31 de enero de 2019     | 30 de enero de 2028     | U. de Chile                                            |
| Ministra   | María Angélica Repetto García | Sebastián Piñera Echenique | 8 de agosto de 2019     | 22 de noviembre de 2028 | P. U. Católica de Valparaíso                           |
| Ministro   | Leopoldo Llanos Sagristá      | Sebastián Piñera Echenique | 16 de diciembre de 2019 | 30 de enero de 2028     | U. de Concepción                                       |
| Ministra   | Adelita Ravanales Arriagada   | Sebastián Piñera Echenique | 14 de octubre de 2020   | 14 de octubre de 2039   | P. U. Católica de Chile                                |
| Ministro   | Mario Carroza Espinosa        | Sebastián Piñera Echenique | 31 de diciembre de 2020 | 12 de abril de 2026     | U. de Chile                                            |
| Ministra   | María Teresa Letelier Ramírez | Sebastián Piñera Echenique | 8 de junio de 2021      | 24 de diciembre de 2025 | P. U. Católica de Chile                                |
| Ministro   | Jean Pierre Matus Acuña       | Sebastián Piñera Echenique | 19 de octubre de 2021   | 7 de julio de 2042      | P. U. Católica de Chile                                |
| Ministra   | María Cristina Gajardo Harboe | Sebastián Piñera Echenique | 21 de enero de 2022     | 15 de abril de 2038     | U. de Chile                                            |
| Ministro   | Diego Simpertigue Limare      | Sebastián Piñera Echenique | 21 de enero de 2022     | 30 de diciembre de 2031 | U. Nacional de Loja (con estudios en U. de Valparaíso) |
| Ministra   | María Soledad Melo Labra      | Gabriel Boric Font         | 3 de noviembre de 2022  | 11 de octubre de 2037   | U. de Concepción                                       |
| Ministra   | Jessica González Troncoso     | Gabriel Boric Font         | 7 de octubre de 2024    | 3 de febrero de 2039    | U. de Concepción                                       |
| Ministra   | Mireya López Miranda          | Gabriel Boric Font         | 7 de octubre de 2024    | 9 de marzo de 2037      | U. de Valparaíso                                       |
| Vacante    |                               |                            |                         |                         |                                                        |
| Vacante    |                               |                            |                         |                         |                                                        |
| Vacante    |                               |                            |                         |                         |                                                        |